# Phénomène thermique
Un phénomène thermique est une propagation rapide du feu (PRF), c'est-à-dire un événement qui, au cours d'un incendie, provoque une extension brutale du sinistre, éventuellement accompagné d'une explosion.

## Origine des phénomènes thermiques
Lors d'un incendie, le principal vecteur de propagation du feu est la fumée. En effet, celle-ci :
- est Chaude ;
- est Opaque ;
- est Mobile ;
- est Inflammable, car contient des combustibles :
  - gaz de pyrolyse : la chaleur de l'incendie décompose la matière organique (bois, papier, tissu, plastique) en gaz inflammables ; certains viennent alimenter la flamme, mais d'autres restent imbrûlés et s'accumulent dans la fumée ;
  - suie : fines particules de graphite, similaires à ce qui cause un coup de poussière ;
- est toXique.

On résume couramment ces propriétés par l'acronyme mnémotechnique COMIX.
Il ne manque donc qu'un seul élément pour fermer le triangle du feu : le comburant (le dioxygène de l'air).

## Phénomènes thermiques en volume clos ou semi-ouvert
Si le local est alimenté en air (par exemple porte ou fenêtre ouverte), la couche de fumées, qui s'accumule au plafond, est au contact avec une couche d'air. Il peut donc se produire une inflammation au contact fumées/air, que l'on appelle rouleaux de flammes, et qui va très vite dégénérer en un embrasement généralisé éclair (EGE), ou flashover.
Si le local n'est pas étanche, la fumée va également se répandre dans les locaux voisins ou l'extérieur ; la fumée peut y prendre feu et créer un deuxième foyer distant du premier. Les cas typiques sont :
- l'embrasement du sommet d'une cage d'escalier alors que le feu se trouve plus bas ;
- l'embrasement de la fumée qui sort par les fenêtres, qui peut mettre le feu à un bâtiment en vis-à-vis si la distance est faible (comme dans un quartier historique d'une vieille ville) ;
- l'embrasement de la toiture alors que le foyer initial se trouve plusieurs étages en dessous.

Si le local n'est pas alimenté en air, alors le feu s'étouffe et « couve » ; l'entrée brusque d'air, par exemple par l'ouverture d'une porte, provoque un embrasement soudain qui peut dégénérer en explosion : c'est l'explosion de fumées ou backdraft.
Une fois l'incendie éteint, la fumée refroidit mais se mélange à l'air et on a de nouveau deux éléments du triangle du feu (combustible et comburant). L'arrivée du troisième (l'énergie d'activation, par exemple sous la forme de braises volantes lors des opérations de déblai) peut également provoquer une explosion de fumées froides (fire gas ignition de type smoke explosion).

## Phénomènes thermiques en plein air
Dans les feux de plein air, la fumée peut s'accumuler dans certaines conditions, puis s'enflammer en un embrasement généralisé éclair (EGE) ; les Britanniques parlent de « tempête de feu » (firestorm).

## Études sur le phénomène
Les Suédois ont travaillé dès les années 1970 sur ces phénomènes : en effet, en raison des conditions climatiques, les habitations ont été très bien isolées très tôt ; dans d'autres pays au climat plus clément, les maisons étaient mal isolées et donc la fumée s'en allait et la chaleur se dissipait plus rapidement.
Le principal outil de travail est le caisson de feu : il s'agit d'un conteneur normalisé dans lequel on fait brûler une petite quantité de bois, et qui permet de reproduire les phénomènes et d'apprendre à les combattre. On utilise également des modèles réduits de maisons, appelés « maison de poupées » (dolls house).
On a aussi de plus en plus souvent recours aux simulations numériques par ordinateur, qui permettent de modéliser des conditions trop dangereuses pour être reproduites, et d'étudier des paramètres avec plus de précision.

## Lutte contre le phénomène
Pour combattre le phénomène, il importe :
- dans un premier temps, d'éviter la propagation de la fumée ; pour cette raison, les établissements recevant du public sont munis de portes « coupe-feu » qui doivent se fermer en cas d'alerte incendie ; les personnes évacuant un bâtiment sont invitées pour la même raison à fermer les portes derrière elles ;
- dans un deuxième temps, à permettre à la fumée de s'échapper, en pratiquant une ouverture haute ou « exutoire » ; on peut aussi « pousser » la fumée à l'aide de la ventilation opérationnelle, mais l'opération présente des risques d'attiser le feu ;
- les fumées doivent être refroidies par les pompiers sans perturber la stratification des gaz (au risque de mélanger la fumée et l'air frais) ; cela se fait par petites impulsions d'eau en jet diffusé, ou bien par la technique du crayonnage.